# Paperino e l'eroico smemorato
Paperino e l'eroico smemorato è una storia a fumetti scritta da Giorgio Pezzin e disegnata da Giorgio Cavazzano pubblicata in Italia su Topolino nel 1976. Insieme ad altre storie del periodo come Paperino e la visita distruttiva, è una di quelle con la quale Cavazzano comincia un personale percorso di crescita stilistica che, importando inoltre novità stilistiche ispirate al fumetto francese e statunitense, lo porterà a diventare uno dei principali disegnatori italiani attraverso l'ideazione di innovative inquadrature e di un personale uso del tratteggio che verranno presi a riferimento da altri disegnatori di fumetti Disney.

## Storia editoriale
La storia venne pubblicata in Italia nel 1976 dalla Mondadori su Topolino; venne successivamente ristampata in Italia e all'estero.

## Trama
Paperino e Paperoga, ricercando personaggi famosi da intervistare, trovano solo un vecchio pilota di guerra che soffre di amnesia, Fhon Watt; per fargli tornare la memoria devono fargli rivivere l'evento che gli ha causato la perdita di memoria. Paperone compra quindi una vera corazzata sulla quale l'ex pilota di guerra si lancia in picchiata.